# Бердиєв Курбан Бекійович
Курбан Бекійович Бердиєв (туркм. Gurban Bekiýewiç Berdiýew, 25 серпня 1952, Ашхабад, Туркменська РСР, СРСР) — радянський футболіст, захисник, півзахисник. Майстер спорту СРСР (1980). Нині — туркменський і російський тренер.

## Тренерська кар'єра
У 1986-1989 роках був головним тренером казахстанського клубу «Хімік» (Джамбул).
У 1991-1993 роках був помічником головного тренера казахстанського клубу «Кайрат» (Алмати).
У 1993-1994 роках був головним тренером турецького клубу «Генчлербірлігі» (Анкара).
У 1994-1995 роках був головним тренером казахстанського клубу «Кайрат» (Алмати).
У 1996 році був головним тренером казахстанського клубу «Каспій» (Актау).
У 1998-1999 роках був головним тренером туркменського клубу «Ніса» (Ашгабат).
У 1999 році був головним тренером збірної Туркменістану.
З 17 травня 2000 року по 2001 рік був головним тренером російського клубу «Кристал» (Смоленськ).
З 4 серпня 2001 року по 20 грудня 2013 року та з 9 червня 2017 року по 5 червня 2019 року був головним тренером російського клубу «Рубін» (Казань).
З 18 грудня 2014 року по 6 серпня 2016 року був головним тренером російського ФК «Ростов». З 9 вересня 2016 року по 1 червня 2017 року поєднував в цьому клубі дві посади — віцепрезидент і тренера.
З 24 серпня 2021 року до 6 червня 2022 року був головним тренером казахстанського клубу «Кайрат» (Алмати).

## Титули та досягнення як тренера
«Ніса»:
- Чемпіон Туркменістану (1): 1998/99.
- Володар Кубка Туркменістану (1): 1998

«Рубін»:
- Чемпіон Росії (2): 2008, 2009
- Володар Кубка Росії (1): 2011-2012
- Володар Суперкубка Росії (2): 2010, 2012
- Володар Кубка Співдружності (1): 2010
- Переможець Першого дивізіону Росії (1): 2002
- Бронзовий призер чемпіонату Росії (2) 2003, 2010

ФК «Ростов»:
- Срібний призер чемпіонату Росії (1): 2015-2016

«Кайрат» (Алмати).
«Кайрат»:
- Володар Кубка Казахстану (1): 2021 [4]